# Rivoli Veronese
Rivoli Veronese es una comuna en la región de Véneto, en el provincia de Verona. Se extiende por un área de 18,45 km², con 1980 habitantes, según los censos de, con una densidad de población de 110 hab/km². Limita con Affi, Brentino Belluno, Caprino Veronese, Cavaion Veronese, Costermano, Dolcè, Sant'Ambrogio di Valpolicella.

## Evolución demográfica
| Gráfica de evolución demográfica de Rivoli Veronese entre 1861 y 2001 |
|                                                                       |
| Fuente ISTAT - elaboración gráfica de Wikipedia                       |

- Datos: Q47786
- Multimedia: Rivoli Veronese / Q47786

1. ↑  Worldpostalcodes.org, código postal n.º 37010.
2. ↑  «Codici Catastali». Comuni-italiani.it (en italiano). Consultado el 29 de abril de 2017.